# Kobe Vlemings
Kobe Vlemings (16 december 2004) is een Antwerpse cartoonist en gitarist.
Samen met Mingus Vets is hij de spirituele vader van het stripfiguurtje ‘Fritpak’. Op zijn YouTubekanaal covert hij instrumentaal bekende nummers onder het pseudoniem KoPlaysGuitar.

## Biografie
In 2016 won hij de nationale cartoonwedstrijd uitgeschreven door Cartoon Network. Drie jaar later in 2019 - na het voor een jaar wekelijks plaatsen van cartoons op Instagram - was hij samen met zijn beste vriend, Vets, de jongste cartoonist op het cartoonfestival van Knokke-Heist.
Vlemings leerde op zijn achtste gitaar spelen op de academie van Borgerhout. In 2021 bracht Vlemings zijn eerste zelfgeschreven nummer Not Alone uit. Dit nummer werd bekend omdat het over de coronacrisis ging. In 2023 won hij de derde prijs op de 11e editie van het Antwerpen Gitaarfestival. Dat jaar was hij ook een van de finalisten van de nationale wedstrijd van ‘Imagine Belgium’.